# Доні Мости
46°03′ пн. ш. 16°52′ сх. д. / 46.05° пн. ш. 16.86° сх. д.
Доні Мости (хорв. Donji Mosti) — населений пункт у Хорватії, у Б'єловарсько-Білогорській жупанії у складі громади Капела.

## Населення
Населення за даними перепису 2011 року становило 210 осіб.
Динаміка чисельності населення поселення: